# Alençon (stad)
Alençon is een stad in het uiterste zuiden van het Franse departement Orne (regio Normandie). De gemeente telde 25.667 inwoners op 1 januari 2022. De agglomeratie telt zo'n 55.000 inwoners. De plaats is de prefectuur van het departement en ook van het arrondissement Alençon.
Het is de grootste stad van het departement en de op twee na grootste van de regio Basse-Normandie, na Caen en Cherbourg. De inwoners worden Alençonnais genoemd. De bijnaam van de stad is la Belle Endormie of "De schone slaapster". Alençon is vooral bekend door haar naaldkant, die hier vanaf de 16e eeuw door duizenden kantwerksters wereldberoemd werd gemaakt. Het is ook de geboorteplaats van de heilige Theresia van Lisieux.
Dit is een van de weinige Normandische steden die grotendeels intact is gebleven tijdens de Tweede Wereldoorlog, en een van de eerste die door de Tweede Pantserdivisie van generaal Leclerc werd bevrijd. Er werd een klein museum aan gewijd in la Maison d'Ozé, waar ook de Dienst voor Toerisme huist.

## Naamgeving en toponymie
Taalwetenschappers zijn in het geval van Alençon niet tot een eensluidende conclusie gekomen wat betreft de oorsprong van de naam. Een van de mogelijke verklaringen is een verwijzing naar de Gallische stam de Aulerici die van Alençon een soort pleisterplaats hadden gemaakt. Recent onderzoek toont echter aan dat deze Gallische stam meer in het noorden van Normandië richting de Eure verbleef. De plaats zou ook kunnen verwijzen naar een van oorsprong Indo-Germaanse stam de Alani of de Alanen die tijdens de volksverhuizingen in de 5e eeuw naar Normandië kwam. Alençon zou dan het fort van de Alanen kunnen betekenen. In de periode van de Merovingers (460-751) zou het kunnen verwijzen naar een man met de Gallische naam Alantius. Sommige heemkundigen beweren dat al (dicht bij), en (eiland) en ç-c-on (samenvloeien) dus «een eiland dicht bij de samenvloeiing van twee rivieren» betekent. Andere wetenschappers menen er dan ook weer een Keltische aanwezigheid in te herkennen waarbij in het sterk beboste Normandië van de eerste eeuwen na Christus al (van-bij), onn (es) en ci (woud) verwijzen naar «het woud/bos van essen». Nog een andere hypothese is dat Alençon geënt is op de Gallo-Romeinse naam Aluncus; al(voor) en uncus(gehaakt kant) en dus « gehaakt kant» waarvoor de stad bekendstaat, zou willen zeggen. Dit is erg onwaarschijnlijk. In de naam Alençon staat het prefix al bijna zeker voor een hydroniem. Dit is de meest recente veronderstelling, dan zou de naam verwijzen naar «toegang tot een waterrijk gebied». De naam bevat tegelijk de elementen “al-“ en “–anti/-onti”, die respectievelijk “voeding” en “plaats” betekenden, samen “voedselrijke plaats” wat in het geval van het Normandische Alençon ook meer dan mogelijk is.

## Geschiedenis

### Oudheid
Uit de namen van bepaalde gehuchten alleen al, blijkt dat er sprake is van zeer vroege bewoning, lang voor de romanisatie, zij het niet zozeer op de locatie van Alençon zelf, maar daaromheen. Wellicht was Alençon het dichtbevolkte centrum van de diverse opeenvolgende plattelandsculturen. Zelfs van de Gallo-Romeinse periode is in de stad zelf geen spoor te vinden. Alençon ontwikkelde zich aanvankelijk bij een oversteekplaats in de meander van de rivier Sarthe, ter hoogte van de huidige wijk Montsort, maar breidde vanaf de 10e eeuw uit over de voormalige moerasgronden. De regio werd gekerstend vanaf het midden van de 4e eeuw, in de eerste plaats door de Gallo-Romeinse grootgrondbezitters.

### Middeleeuwen
Het duurt relatief lang voor de Vikingen hier aankwamen en uiteindelijk, na de verovering van Sées in 924, een vestiging bouwen aan de noordelijke zijde van de Sarthe, tegenover Montsort-Alençon. In de 11e en 12e eeuw bleef Alençon van oorlogen gespaard en raakte niet betrokken in het conflict tussen de Bretons en de Normandiërs van Rouen en Caen. Ook tijdens de Honderdjarige Oorlog (1337-1453) bleef Alençon gevrijwaard van felle strijd of verwoestingen. Het duurde daarna enige tijd voor de nodige overeenkomsten met het bisdom Le Mans konden worden getroffen. De familie De Bellême beheerde hierbij een soort bufferstaat tussen Normandië, het hertogdom Bretagne, Perche en Anjou, waardoor Alençon een geprivilegieerde positie kreeg.

### Renaissance
Vanaf 1414 was het een hertogdom dat voorbehouden was aan de zoon of de broer van de Franse koning. Hier regeerde Margaretha van Angoulême (1492-1549) vanaf 1509, na haar huwelijk met de hertog van Alençon. Zij was de zuster van Frans I en grootmoeder van de latere Hendrik IV. Zij werd algauw Margaretha van Alençon genoemd en maakte ook literair naam. Aan haar hof verbleven veel schrijvers en kunstenaars. Bovendien was zij de Reformatie niet ongenegen. Veel predikers, aanhangers van Luther en Calvijn, ontvluchtten de hoofdstad Parijs die de protestanten allesbehalve goedgezind was. Deze laatsten zochten hun toevlucht in deze intellectuele vrijhaven. Alençon werd zo dus het asiel voor de vervolgde geleerden, schrijvers, uitgevers en vertalers. In 1530 noemde iemand de stad “klein Duitsland”. Marguerite was ondertussen hertrouwd met Hendrik II van Navarra. Na haar werd het hertogdom opgeslorpt door de Franse kroon en de opeenvolgende koningen gebruikten het opnieuw als geschenk voor weduwes, douairières en 'verstoten' (stief)broers of (half)zusters. In 1533 bezetten de aanhangers van de Reformatie de stad. Ze plunderden de kerken en verboden de rooms-katholieke cultus. Na de dood van Frans II schonk diens zoon Karel IX het hertogdom aan zijn moeder, Catharina de' Medici, die met plezier in Alençon verbleef tot 1566 maar het daarna terugschonk aan de Franse kroon. In het midden van de 16e eeuw werd in Alençon een van de eerste drukpersen van Frankrijk geïnstalleerd door Simon Du Bois. Door het gunstig intellectueel klimaat en de verdraagzaamheid werd de stad al gauw de thuisplaats van een paar drukkerijen. Vooral de drukkersfamilie Malasis zorgde voor een lange continuïteit in Alençon.

### Godsdienstoorlogen
Van 1562 tot 1589 woedden er in heel Frankrijk godsdienstoorlogen. Het was een felle strijd tussen enerzijds de katholieken en anderzijds de hugenoten die pas eindigde met het Edict van Nantes (1589) waarbij de hugenoten enige mate van godsdienstvrijheid kregen. Onder Karel IX (1550-1574) werden de kerken geplunderd door de protestanten, en er volgde een kleine burgeroorlog die echter eindigde met een gelijke verdeling van de macht. De protestanten van Alençon ontsnapten zelfs aan de slachting van protestanten over heel Frankrijk na de Bartholomeusnacht in 1572 waarbij ongeveer 20.000 hugenoten werden afgeslacht.

### Nieuwe Tijd
Onder Kardinaal de Richelieu werd het hertogdom opgeheven, en werd Alençon, samen met Rouen en Caen, tot “généralité” van Normandië omgevormd.
Rond 1660 vond Marthe La Perrière de Franse naaldkant uit, of naaldkant van Alençon. Ze richtte in 1665 het bedrijf op dat van minister Jean-Baptiste Colbert het predicaat hofleverancier kreeg. De koninklijke manufactuur stelde in haar hoogdagen in de 18e eeuw tot wel 8.000 kantwerksters tewerk. Ondertussen fabriceerde Alençon ook diverse soorten laken onder de naam “fleuret” of “blancard”, wat een kleine industriële revolutie teweegbracht, en grote welvaart.
Bij de herroeping van het Edict van Nantes (Edict van Fontainebleau, 18 oktober 1685) verkozen de protestanten van Alençon de vlucht. Ze lieten een lege stad achter. Elisabeth de Guise kon niet veel meer doen dan de stoffelijke resten van protestanten uit het kerkhof opgraven en op straat gooien. Het ooit zo bloeiende kantwerk, de lakenindustrie en de drukkers hadden zich verspreid over Engeland, Nederland en de Kanaaleilanden, en de economie van Alençon stortte tijdelijk in. In de 18e eeuw herstelde de nijverheid en breidde de stad zich uit en werd de nieuwe wijk rond het stadhuis gebouwd.
Tijdens de Franse Revolutie bleef de stad relatief ongehavend, wat niet kan worden gezegd van de onmiddellijke omgeving ervan, die te lijden had onder de opstand van de Chouans. Zo werd ook de nochtans succesvolle cultuur van Chinese kool, ingevoerd onder (en door) Elisabeth van Orléans, en specialiteit geworden van het hertogdom Alençon, verworpen als “te adellijk”.
In de 19e eeuw werden weliswaar enkele fabrieken geopend, maar doordat Alençon de spoorlijn Parijs-Brest aan zijn neus voorbij zag gaan ten voordele van Le Mans, kwam er geen echt grote industriële ontwikkeling. Alençon werd een centrum van boekdrukkers.
In de 20e eeuw opende Moulinex hier echter een van zijn fabrieken. Onder andere de beroemde groentemolen wordt hier vanaf 1937 gemaakt. De hele stad deelde mee in het nieuwe dynamisme en verloor haar reputatie van “Oud-Frans”.

## Geografie
De oppervlakte van Alençon bedroeg op 1 januari 2022 10,68 vierkante kilometer; de bevolkingsdichtheid was toen 2.403,3 inwoners per km².
De onderstaande kaart toont de ligging van Alençon met de belangrijkste infrastructuur en aangrenzende gemeenten.

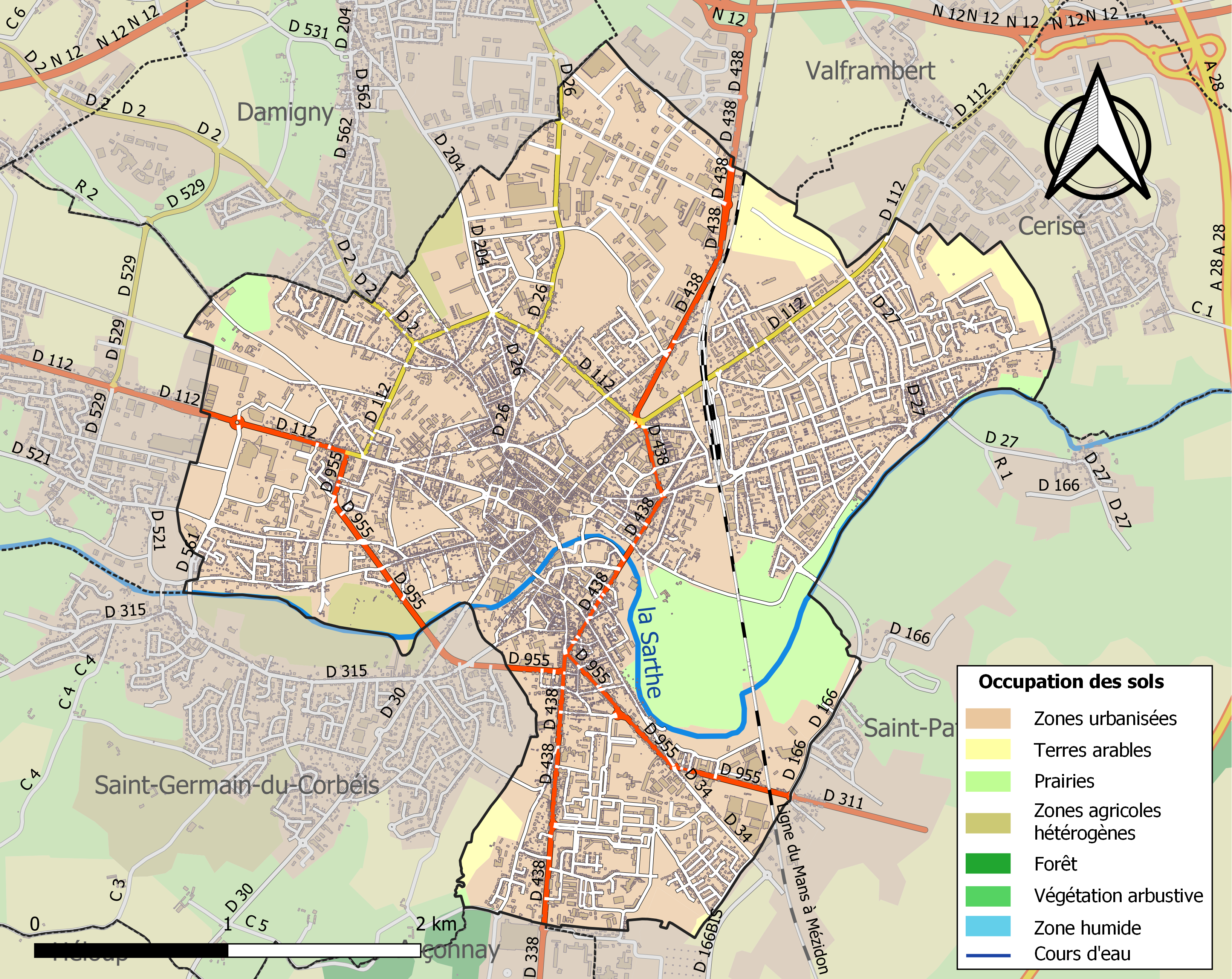

## Verkeer en vervoer

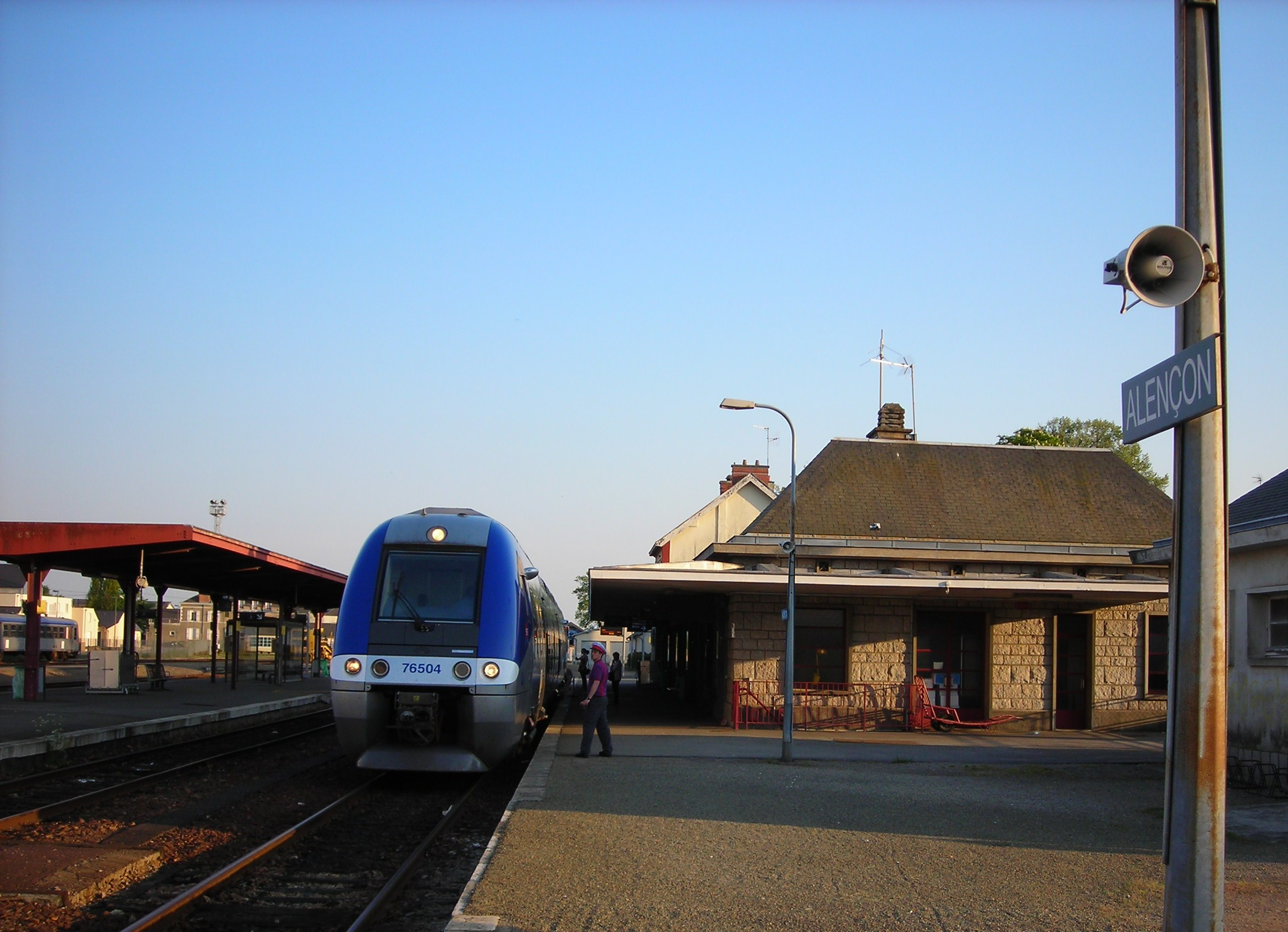
Het treinstation

De stad miste een aantal gelegenheden ter ontsluiting. Zo werd in 1848 besloten om de spoorlijn Parijs-Brest niet via Alençon, maar langs Le Mans en Laval te laten lopen, die altijd al de grote rivalen van Alençon waren geweest. Alençon kreeg een inferieure plaats aan de lijn Caen-Le Mans en verloor nogal wat bedrijvigheid aan de rivalen, die hun bevolking zagen verdubbelen en zelfs verviervoudigen dankzij de bijkomende werkgelegenheid.
In de jaren 1950-1970 profiteerde Alençon daarentegen van zijn positie aan de N12 (Versailles-Brest), toen het wegtransport snel aan belang won. Het dynamisme van Alençon wordt het best geïllustreerd door de vestiging van Moulinex.
Maar bij de aanleg van de snelweg A11 (Parijs-Bretagne) werd Alençon opnieuw gepasseerd, ten faveure van Le Mans dat bovendien vanaf eind 1980 bediend wordt door de TGV Atlantique vanuit Parijs. Alençon moest wachten op de snelweg A28 Rouen-Le Mans in 2005.
Tegenwoordig wordt de stad bediend door de A28 Calais-Bayonne (noord-zuid), naast de oude N138 (Rouen-Le Mans), en door de N12 (oost-west).
Alençon ligt aan de spoorlijn Caen-Le Mans-Tours, en kan vanuit Paris-Montparnasse gemakkelijk bereikt worden met de TGV Atlantique via Le Mans, of met de lijn Parijs-Granville.

## Demografie
Onderstaande figuur toont het verloop van het inwonertal (bron: INSEE-tellingen).

## Toerisme en bezienswaardigheden

### Erfgoed

#### Civiel
- Château des Ducs.

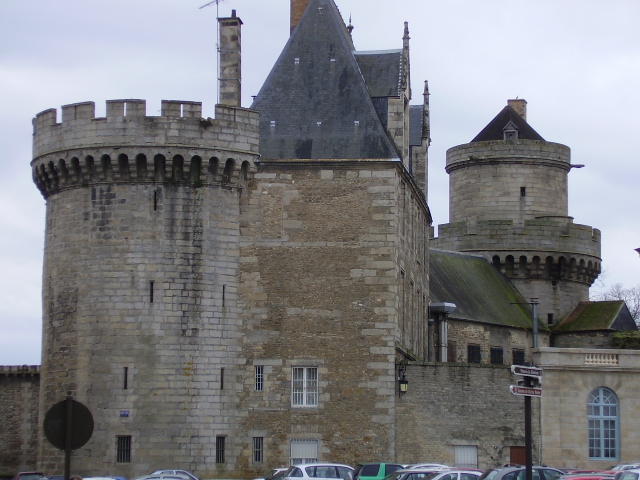
Château des Ducs

In de 11e en 12e eeuw was er al een donjon met omwallingen en grachten. De versterking weerstond in die periode verschillende belegeringen. Het kasteel van de hertogen werd gebouwd onder hertog Peter II van Alençon, tussen 1367 en 1391. Tijdens de Honderdjarige Oorlog (1337-1453) werd het tussen 1417 en 1449 ingenomen door Engelse troepen. Onder Hendrik IV (1553-1610) werd het kasteel in 1592 gedeeltelijk ontmanteld. Het overgrote deel van de machtige versterking werd met de grond gelijkgemaakt om Alençon te straffen voor zijn steun aan de hugenoten. In 1782, vlak voor de Franse Revolutie, werd ook de donjon gesloopt. Tussen 1768 en 1824 werd het gebruikt als tehuis voor daklozen. Na 1824 diende het ook een periode als een huis van bewaring. Er is nog slechts 10% van het oorspronkelijke geheel overgebleven, waaronder een weermuur, de toegangstoren en een gewelf. Het kasteel werd tijdens de nazibezetting gebruikt als gevangenis, waar velen gefolterd werden door de Gestapo. In 1962 werd het als monument historique geklasseerd, maar het bleef een gevangenis tot de gevangenen in 2010, samen met die van Le Mans, naar Coulaines werden overgeplaatst. Het kasteel, eigendom van het ministerie van Justitie, werd daarna aan de stad verkocht voor de symbolische prijs van 1 euro. Men hoopt er een bezoekersoord van te maken, waar men een deel van het leven van de hertogen van Alençon zal proberen te tonen.
- Hôtel de Ville (Place Foch)

Het huidige stadhuis is al het vijfde gebouw sinds de 14e eeuw waar de stadsadministratie gehuisvest is. In 1783 vond de eerstesteenlegging plaats. De architect was Jean Delarue. Het staat voor een deel op de grondvesten van het vroegere kasteel en werd in een opmerkelijke boogvorm gebouwd. In 1797 werd het voltooid met de laatste steenlegging van de campanile. Het geheel is opgetrokken in de klassieke bouwstijl van die tijd, de Lodewijk XVI-stijl. De stadsdiensten bezetten oorspronkelijk alleen het middelste deel. De twee zijvleugels werden pas in in 1849 en 1853 door Alençon gekocht. In 1997 volgde een gehele restauratie die beëindigd werd in 1999.
- Maison d'Ozé (l'hôtel du Mesnil)

Dit huis dateert uit de 14e eeuw, maar werd door schepen Jean de Mesnil dermate aangepast in 1450 dat het als woonhuis kon worden gebruikt door Charles de Valois, hertog van Alençon, en zijn echtgenote Marguerite van Navarra. Het gebouw houdt het midden tussen een landhuis en een versterkt kasteeltje. In 1576 zouden de toenmalige inwoners er de toekomstige Hendrik IV (van Navarra) hebben ontvangen hebben. Hij zou er ree voorgeschoteld krijgen. De gastvrouw herkende hem echter niet en de koning genoot van zijn incognito positie. In 1854 werd het gebouw door de stad gekocht. In 1871 was er een lagere school in gehuisvest. Het huis werd in 1899 bijna afgebroken, maar na heel wat tegenstand van de inwoners werd het gelukkig geklasseerd in 1903 en volledig gerestaureerd. Tot 1973 was het een museum en huisde de muziekschool er. Nu is het de locatie van de dienst voor toerisme.
- Graanhal (Halle aux Blés)

Dit ronde gebouw dateert uit de 19e eeuw (1806-1819) en heeft een koepel van ijzer en glas. De plannen werden opgemaakt door Jacques Mercier. De bouw begon in 1806 en in 1812 werd het in gebruik genomen door de graanhandelaren voor commerciële doeleinden. Er waren 32 stallen en ruimtes. In de 19e eeuw werd het gebouw getroffen door een zware storm en een brand. Tijdens de Eerste Wereldoorlog deed het gebouw dienst als een lazaret. In 1992 begon men met de restauratie van de hallen. Het gebouw wordt tegenwoordig gebruikt voor tentoonstellingen.
- Bibliotheek van de Jezuïeten

Oorspronkelijk was het gebouw de Sint-Jozefskerk annex kapel die in 1696 voltooid werd. De Orde van de Jezuïeten had er zijn onderkomen. Tijdens de Franse Revolutie moesten de jezuïeten vluchten en werd het gebouw in beslag genomen door het nieuwe bewind. In de 18e eeuw werd er een uitkijktoren bij gebouwd voor de lessen astronomie. In de eikenhouten gebeeldhouwde kasten (18e eeuw) uit de voormalige abdij van Val Dieu bevinden zich onder andere zeldzame uitgaven uit de 16e eeuw en middeleeuwse manuscripten. Er is een mooie trappenhal met mooie zuilen van marmer. Vanaf 1805 diende de voormalige kerk als onderwijsinstelling en bibliotheek. Tussen 2000 en 2005 werd het gebouw grondig gerestaureerd. Nu is het een van de grootste en belangrijkste bibliotheken van Basse-Normandie met meer dan 100.000 boekwerken en manuscripten.

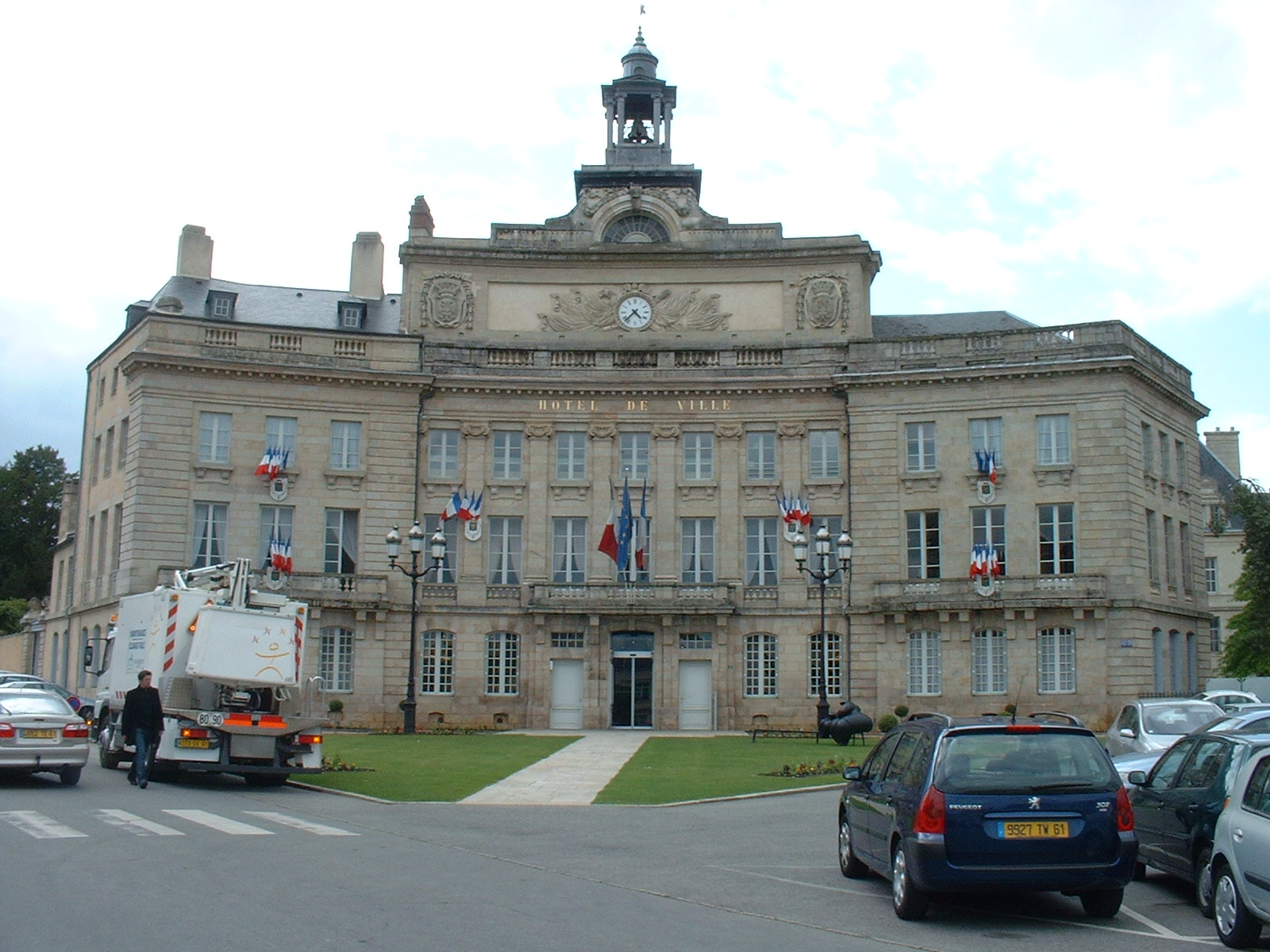
Stadhuis van Alençon
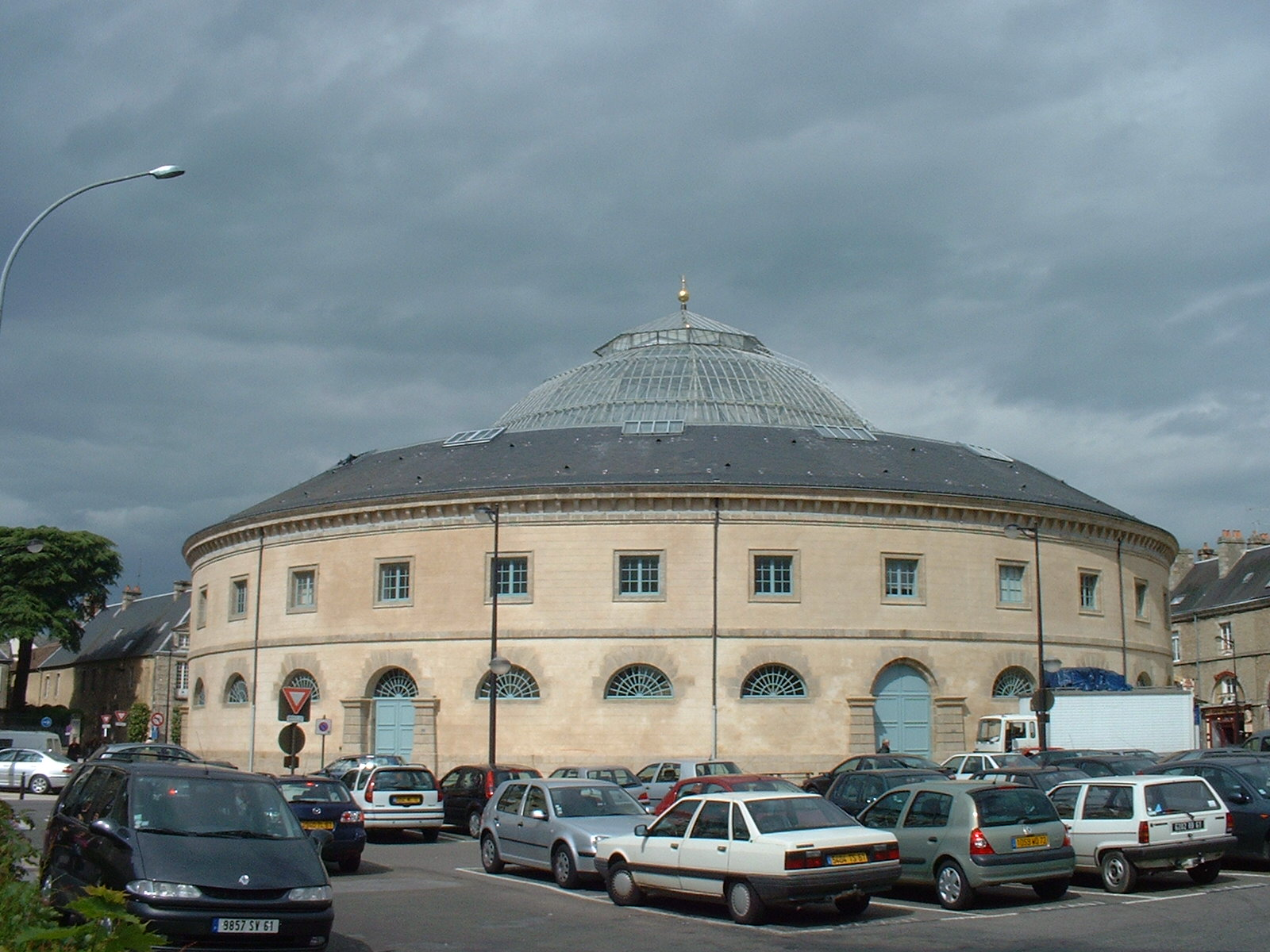
Halle aux Blés
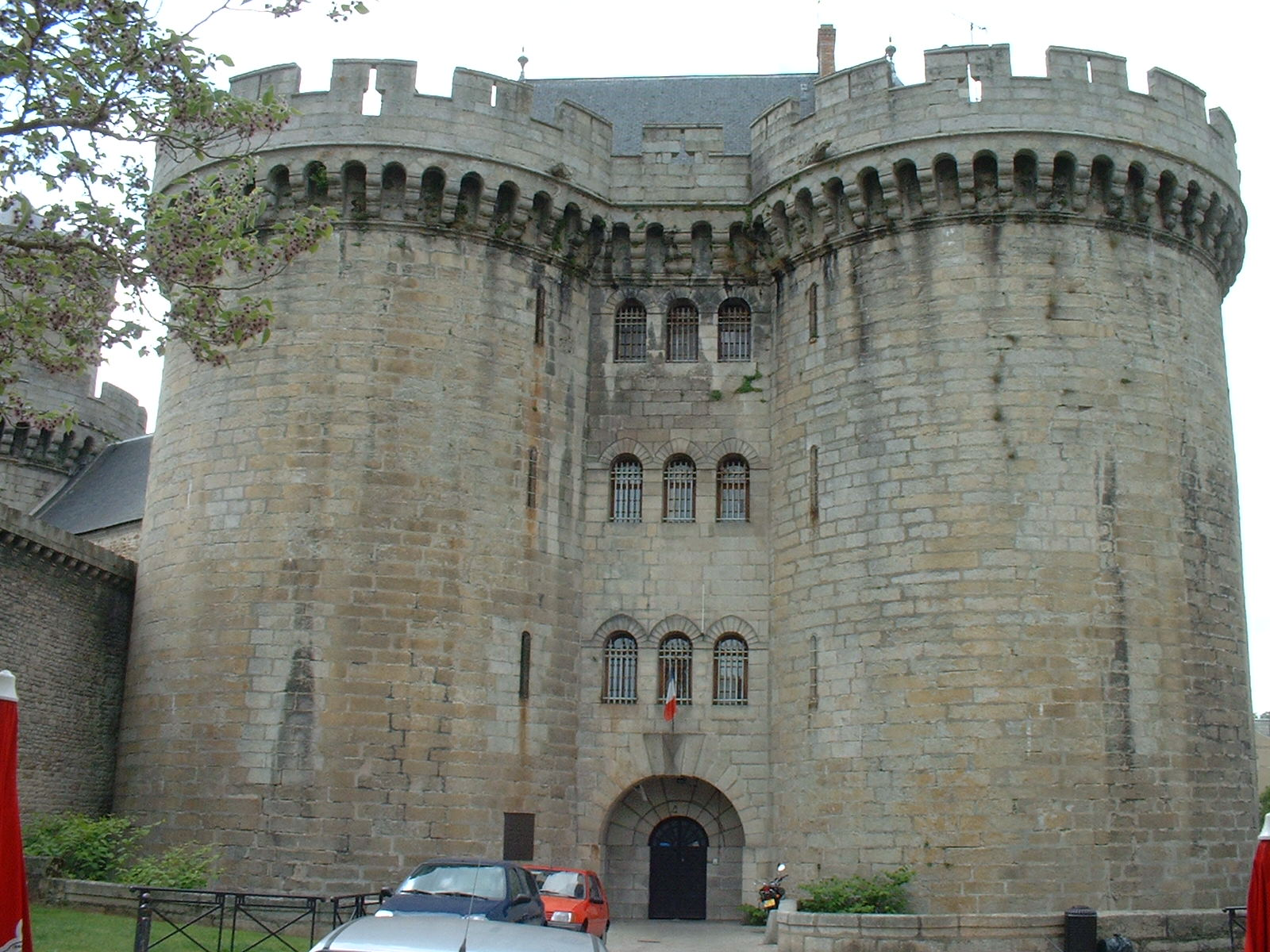
Château des Ducs
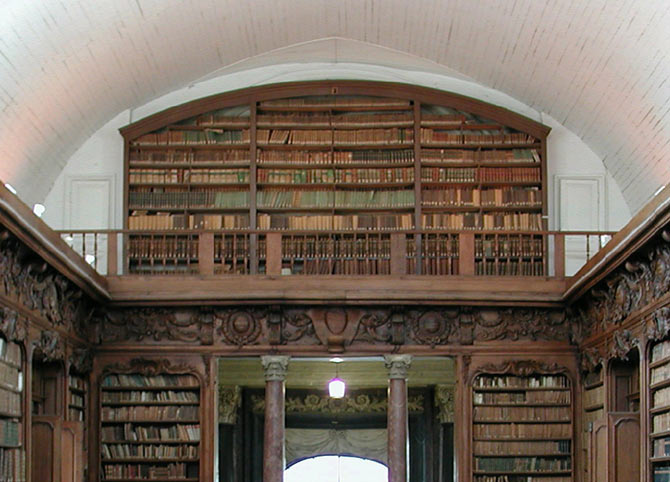
Bibliotheek van Alençon

#### Religieus
- Saint-Léonardkerk

De Saint-Léonardkerk is vernoemd naar de heremiet Leonardus die in de 5e eeuw in de bossen vlak bij Vandoeuvre verbleef. De eerste kerk werd tussen 1160 en 1182 gebouwd, ze verdween tijdens de 13e eeuw. De eigenlijke kerk werd door René van Alençon en Marguerite de Lorraine tussen 1490 en 1505 opgetrokken in flamboyante gotiek, met een 12e-eeuwse klokkentoren die in de 17e eeuw herbouwd werd na de instorting van de steunberen, en eind 19e eeuw gerestaureerd werd. Ze staat ook op de lijst van de Franse historische monumenten.
- Basiliek Notre-Dame d'Alençon

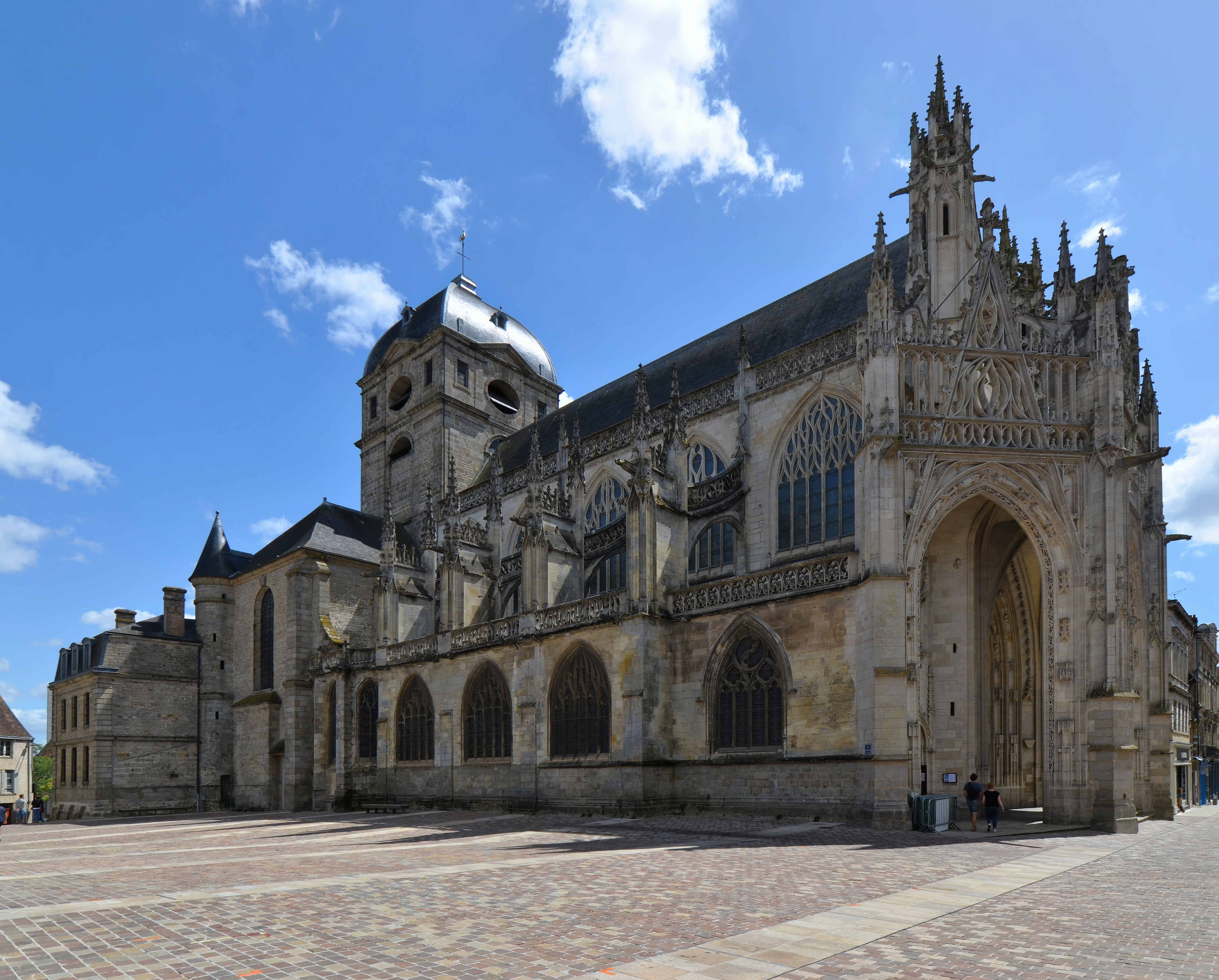
Basiliek Notre-Dame d'Alençon

Met de eigenlijke bouw werd begonnen in 1356 onder Karel III van Alençon, de toenmalige graaf van Alençon. Toen Alençon van 1417 tot 1449 door de Engelsen was bezet tijdens de Honderdjarige Oorlog lag het werk stil. De bouw werd hervat in 1470 en duurde tot 1518. De kerk werd opgetrokken in gotische flamboyante stijl. Het hoofdportaal met verschillende gebeeldhouwde figuren dateert uit 1510, en in 1536 werden de glas-in-loodramen en de preekstoel afgewerkt. De basiliek heeft een renaissanceorgel uit 1537 dat in 1862 werd beschermd als historisch monument. In 1744 werd groot deel van de kerk, waaronder de klokkentoren en het koor, in de as gelegd na een blikseminslag. Tijdens de Franse Revolutie vernielden revolutionairen bijna het gehele interieur, waaronder het mausoleum van hertog René van Alençon. In 1808 werd de kerk opnieuw getroffen door de bliksem en de daaropvolgende brand. Tijdens de Eerste Wereldoorlog raakte de kerk beschadigd door granaatinslagen. In 2010 werd een grondige restauratie van zo'n dertig jaar beëindigd. De kerk werd in 2009 tot basiliek verheven. Alençon is nooit de zetel van het bisdom geweest; die ligt in Sées. De basiliek staat ook op de lijst van Franse historische monumenten.
- Kapel Notre Dame de Lorette

Deze kapel werd in 1699 gebouwd op instigatie van de toenmalige pastoor Sévin van Ancinnes ter ere van de maagd Maria. Het is een van de enige intact overgebleven kapellen in Frankrijk gewijd aan Onze-Lieve-Vrouw van Lorette. Lorette is vernoemd naar Loreto, een stadje in Italië waar volgens de katholieke overlevering het geboortehuis van Maria in Nazareth steen voor steen werd overgebracht en in zijn oorspronkelijke staat werd heropgebouwd.

#### Immaterieel
Het wereldberoemde alençonkant (Point d'Alençon) werd in de 17e eeuw ontwikkeld en was tot in de 19e eeuw geliefd als 'Koningin van het kant'. In november 2010 werd het door UNESCO op de lijst van Immaterieel Cultureel Erfgoed geplaatst. De geschiedenis van het kant is te bezichtigen in het Musée des Beaux Arts et de la Dentelle (Museum voor Schone Kunsten en Kantwerk).

### Musea

#### Privémusea

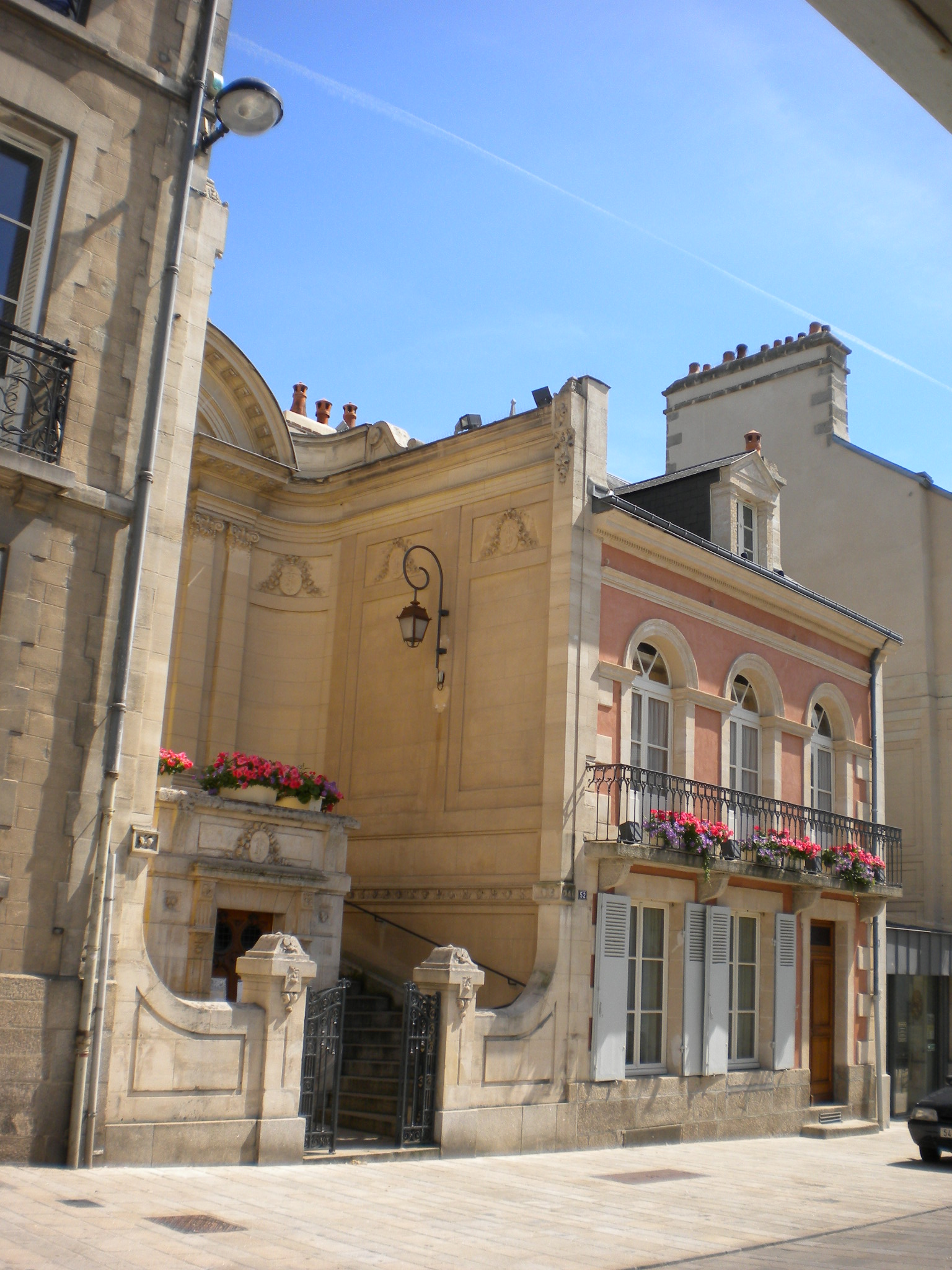
Geboortehuis van Theresia van Lisieux

- Geboortehuis van Theresia van Lisieux (rue Blaise 50)

Dit geboortehuis van de heilige Theresia van Lisieux (1873-1897) werd in 2009 heropend, na een verbouwing om het beter toegankelijk te maken. Er wordt ook een film afgespeeld over deze populaire 20e-eeuwse heilige. Hier bezoekt men het huis van de familie Martin, die vier kinderen verloren en de andere vijf allemaal non zagen worden. De vader was eerst horlogemaker, maar zette zich algauw in ter verkoop van het bijzonder geliefde kantwerk van de moeder, die echter in 1877 al stierf aan borstkanker. De familie verhuisde toen naar Lisieux, dat na Lourdes het populairste bedevaartsoord van Frankrijk zou worden.
- Museum voor Schone Kunsten en Kantwerk

In 1852 werd het museum officieel geopend op de eerste verdieping van het stadhuis. Toen de behuizing voor de steeds uitdijende collectie te klein werd, verhuisde het museum in 1907 naar het Maison d'Ozé. Op 20 juni 1981 werd het museum heropend in de voormalige verblijven van het oude jezuïetencollege (1620). Er zijn tekeningen, schilderijen en gravures te zien die dateren van de 15e tot begin 20e eeuw (Franse, Italiaanse en noordelijke scholen). Daarnaast valt er een collectie kantwerk met de befaamde Point d'Alençon-techniek te bewonderen, met unieke stukken variërend in grootte van zakdoekjes tot trouwjurken, geheel gemaakt uit kant. In een zaal met Cambodjaanse kunst worden naast juwelen en beelden ook wapens uit de Khmer-cultuur getoond. Er worden ook regelmatige tentoonstellingen over de beroemdste couturiers en hun ontwerpen gehouden.

## Cultuur en ontspanning

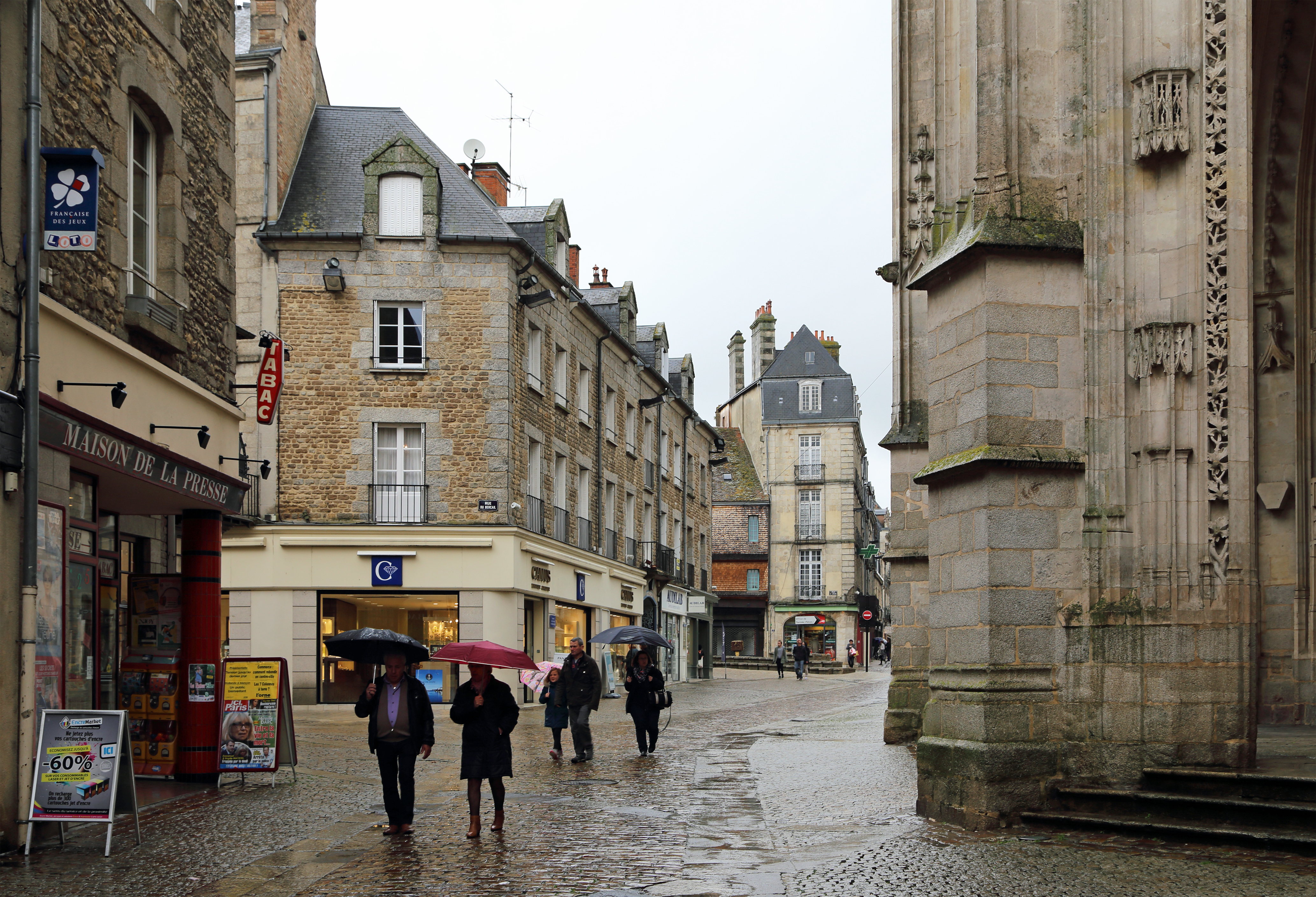
Grande rue

### Winkelen
Het Quartier Saint-Léonard is een van de oudste wijken van Alençon, op het Carrefour des Étaux, met de Place Magdeleine en de kruising van de Grande Rue, de Rue aux Sieurs (verkeersvrije winkel-wandelstraat) en de Rue de la Poterne. Hier bevindt zich het café “Sept Colonnes” in een van de oudste huizen van de stad. Het Quartier de Montsort (“droge berg”) werd in 1957 “vrije gemeente”, en zodoende zuster van het Parijse kwartier Montmartre. Vanaf 1668 werden hier gratis soep, vlees en brood uitgedeeld aan de armen en daklozen en wie zich het hospitaal niet kon veroorloven. Aan de ingang van de wijk bevond zich een benedictijnenklooster, later omgebouwd voor een stoffen- en kantwerkfabriek, en vanaf het einde van de 19e eeuw tot 1968 in een meisjescollege. Tegenwoordig is een sociale-woningbouwcomplex.

## Sport
In Alençon startte drie keer een etappe van de Tour de France en vier keer lag er de eindstreep van een etappe. De winnaars in Alençon zijn Frank Hoste, Miguel Indurain, Laurent Jalabert en Erik Zabel.

## Geboren
- Jacques Julien Houtou de Labillardière (1755-1834), botanicus
- Jacques-René Hébert (1759-1794), revolutionair en journalist
- Marie-Anne Adélaïde Lenormand (1772-1843), helderziende van Joséphine de Beauharnais
- Marie Chassevant (1836-1914), muziekpedagoge
- Theresia van Lisieux (1873-1897), heilige en kerkleraar van de Rooms-katholieke kerk
- Daniel Balavoine (1952-1986), zanger
- Anne Consigny (1963), actrice
- Laurence Leboucher (1972), wielrenster
- Anthony Geslin (1980), wielrenner
- Arnold Mvuemba (1985), voetballer
- Marc Fournier (1994), wielrenner
- Rémy Vita (2001), voetballer
- Aurélien Cotentin (1982), artiest